# Giro d'Italia Ciclocross 2018-2019
De Giro d'Italia Ciclocross 2018-2019 was het 10de seizoen van het regelmatigheidscriterium in het veldrijden. De Giro d'Italia Ciclocross werd georganiseerd door A.S.D. Romano Scotti en bestond uit 6 crossen in Italië. 

## Puntenverdeling
De top vijftien ontving punten aan de hand van de volgende tabel:
| Positie | 1  | 2  | 3  | 4  | 5  | 6  | 7  | 8 | 9 | 10 | 11 | 12 | 13 | 14 | 15 |
| Punten  | 30 | 26 | 22 | 19 | 16 | 13 | 11 | 9 | 8 | 6  | 5  | 4  | 3  | 2  | 1  |

## Mannen elite

### Kalender en podia
| Datum      | Locatie                                                         | Cat. | Eerste             | Tweede             | Derde           | Leider in het klassement |         |
| ---------- | --------------------------------------------------------------- | ---- | ------------------ | ------------------ | --------------- | ------------------------ | ------- |
| 07/10/2018 | Giro d’Italia Ciclocross Senigallia, Senigallia                 | –    | Antonia Folcarelli | Matteo Vidoni      | Patrick Favaro  | Antonia Folcarelli       | details |
| 14/10/2018 | Giro d’Italia Ciclocross Sappada, Sappada                       | –    | Martino Fruet      | Lorenzo Samparisi  | Marco Ponta     | Matteo Vidoni            | details |
| 28/10/2018 | Giro d’Italia Ciclocross Lignano Sabbiadoro, Lignano Sabbiadoro | –    | Cristian Cominelli | Marco Ponta        | Stefano Sala    | Antonia Folcarelli       | details |
| 11/11/2018 | Giro d’Italia Ciclocross Ferentino, Ferentino                   | –    | Cristian Cominelli | Antonia Folcarelli | Filippo Fontano | Antonia Folcarelli       | details |
| 02/12/2018 | Giro d’Italia Ciclocross Succivo, Succivo                       | –    | Antonia Folcarelli | Stefano Capponi    | Matteo Vidoni   | Antonia Folcarelli       | details |
| 06/01/2019 | Giro d’Italia Ciclocross Roma, Roma                             | –    | Jakob Dorigoni     | Cristian Cominelli | Nadir Colledani | Antonia Folcarelli       | details |

### Eindstand
| Pos. | Renner             | Team | SEN | SAP | LIG | FER | SUC | ROM | Punten |
| ---- | ------------------ | ---- | --- | --- | --- | --- | --- | --- | ------ |
| 1    | Antonia Folcarelli |      | 30  | 11  | 16  | 26  | 30  | 11  | 124    |
| 2    | Matteo Vidoni      |      | 26  | 19  | 9   | 11  | 22  | 13  | 100    |
| 3    | Cristian Cominelli |      | –   | –   | 30  | 30  | –   | 26  | 86     |
| 4    | Stefano Capponi    |      | –   | 7   | 7   | 16  | 26  | 19  | 75     |
| 5    | Fabio Zampese      |      | 19  | 5   | –   | 9   | 19  | 5   | 57     |
| 6    | Federico Ceolin    |      | 16  | 6   | 13  | 19  | –   | –   | 54     |
| 6    | Stefano Sala       |      | –   | 16  | 22  | –   | 16? | 16? | 54     |
| 8    | Martino Fruet      |      | –   | 30  | 19  | –   | –   | –   | 49     |
| 9    | Marco Ponta        |      | –   | 22  | 26  | –   | –   | –   | 48     |
| 10   | Patrick Favaro     |      | 22  | 13  | 6   | 3?  | 3?  | 3?  | 44     |

## Vrouwen elite

### Kalender en podia
| Datum      | Locatie                                                         | Cat. | Eerste            | Tweede          | Derde            | Leidster in het klassement |         |
| ---------- | --------------------------------------------------------------- | ---- | ----------------- | --------------- | ---------------- | -------------------------- | ------- |
| 07/10/2018 | Giro d’Italia Ciclocross Senigallia, Senigallia                 | –    | Sara Casasola     | Nicole Fede     | Alessia Bulleri  | Sara Casasola              | details |
| 14/10/2018 | Giro d’Italia Ciclocross Sappada, Sappada                       | –    | Rebecca Gariboldi | Sara Casasola   | Francesca Baroni | Sara Casasola              | details |
| 28/10/2018 | Giro d’Italia Ciclocross Lignano Sabbiadoro, Lignano Sabbiadoro | –    | Francesca Baroni  | Alessia Bulleri | Nicole Fede      | Sara Casasola              | details |
| 11/11/2018 | Giro d’Italia Ciclocross Ferentino, Ferentino                   | –    | Sara Casasola     | Gaia Realini    | Alessia Bulleri  |                            | details |
| 02/12/2018 | Giro d’Italia Ciclocross Succivo, Succivo                       | –    | Vlag van Italië   | Vlag van Italië | Vlag van Italië  |                            | details |
| 06/01/2019 | Giro d’Italia Ciclocross Roma, Roma                             | –    | Chiara Teocchi    | Silvia Persico  | Francesca Baroni |                            | details |

### Eindstand
| Pos. | Renster            | Team | SEN | SAP | LIG | FER | SUC | ROM | Punten |
| ---- | ------------------ | ---- | --- | --- | --- | --- | --- | --- | ------ |
| 1    | Sara Casasola      |      | 30  | 26  | 19  |     |     | 16  | 151    |
| 2    | Gaia Realini       |      | 22  | 19  | 16  |     |     | 11  | 120    |
| 3    | Alessia Bulleri    |      | 16  | –   | 26  |     |     | 19  | 83     |
| 4    | Francesca Baroni   |      | –   | 22  | 30  |     |     | 22  |        |
| 5    | Nicole Fede        |      | 26  | 11  | 22  |     |     |     |        |
| 6    | Asia Zontone       |      | 19  | 5   | 7   |     |     | 13  |        |
| 7    | Rebecca Gariboldi  |      | –   | 30  | –   |     |     |     |        |
| 8    | Alessia Verrando   |      | 11  | 9   | 5   |     |     |     |        |
| 9    | Anna Oberparleiter |      | –   | 13  | 11  |     |     |     |        |
| 10   | Letizia Marzani    |      | 13  | –   | 9   |     |     |     |        |

Kampioenschappen:  Wereldkampioenschappen ·
 Europese kampioenschappen ·
 Belgische kampioenschappen ·
 Nederlandse kampioenschappen
Klassementen:  Wereldbeker ·
 Superprestige ·
 DVV Verzekeringen/IJsboerke Trofee ·
 EKZ CrossTour ·
 TOI TOI Cup ·
 Coupe de France ·
 New England Series ·
 Copa de España
Overig:  Brico Cross ·
 Soudal Classics
Geen UCI-cat.:  Giro d'Italia Ciclocross
2011-2012 · 
2012-2013 · 
2013-2014 · 
2014-2015 · 
2015-2016 · 
2016-2017 ·
2017-2018 ·
2018-2019 ·
2019-2020 ·
2020-2021 ·
2021-2022